# Noiseau
Noiseau là một xã ở ngoại ô phía đông nam của Paris, Pháp. Nó nằm cách 16,8 km (10,4 mi) tình từ trung tâm của Paris.